# Rosa Giorgana
Rosa Giorgana (fecha y lugar de nacimiento y fallecimiento desconocidos) fue una mujer tabasqueña heroína de la Segunda Intervención Francesa en México.

## Biografía
Se desconocen datos biográficos de Rosa Giorgana. Su relevancia proviene de la participación que tuvo en la resistencia de Teapa contra la Intervención francesa en Tabasco. Al autonombrarse Eduardo González Arévalo gobernador del estado mexicano de Tabasco y ocupar la ciudad de San Juan Bautista de Tabasco hoy Villahermosa, el 18 de junio de 1863, Giorgana proclamó un manifiesto al lado de las mujeres de Teapa. Tal manifiesto molestó a González Arévalo, mismo que ordenó la aprehensión de Giorgana y las mujeres rebeldes que la secundaron.
Giorgana organizó una resistencia para el embate de las tropas de González Arévalo, mismas que llegaron al mando de un general de apellido Reguera. Las mujeres de Teapa no sólo rechazaron el ataque sino apresaron al general Reguera y a 50 soldados, mismos a los que Giorgana perdonó la vida. La heroína habría dicho a Reguera:

Váyase y dígale a González Arévalo que las viejas escandalosas de Teapa son mexicanas que saben defender su patria y que muy pronto los sacaremos de Tabasco.